# Stewartia crassifolia
Stewartia crassifolia là một loài thực vật có hoa trong họ Theaceae. Loài này được (S.Z. Yan) J. Li & T.L. Ming miêu tả khoa học đầu tiên năm 1996.